# Patrik Džalto
Patrik Džalto (* 19. Februar 1997 in Reutlingen, Deutschland) ist ein kroatischer Fußballspieler, der auch die deutsche Staatsbürgerschaft besitzt.

## Karriere
Patrik Džalto wurde im baden-württembergischen Reutlingen geboren. Seine Karriere begann er mit sechs Jahren bei zwei regionalen Vereinen – darunter beim VfL im angrenzenden Pfullingen –, bei denen er bis 2004 blieb. Anschließend wechselte er zum ersten Mal in seine Geburtsstadt zum dortigen SSV Reutlingen 05, für den er sechs Jahre in der Jugend spielte. 2010 ging er in die Jugendabteilung des VfB Stuttgart. Dort war er im Alter von 13 Jahren für das Fußballinternat zu jung sowie gestalteten sich die ständigen Fahrten zu Trainings und Spielen aufwendig, sodass er 2011 zum SSV Reutlingen 05 zurückkehrte. Nach einem Jahr dort verließ er Baden-Württemberg und kam 2012 zum 1. FC Kaiserslautern, bei dem er schließlich ins Nachwuchsleistungszentrum einzog. In Kaiserslautern spielte er ebenfalls nur ein Jahr und ging anschließend zu RB Leipzig. Nach zwei Jahren in Sachsen wechselte Džalto in die Jugend des Bundesliga-Vereins Bayer 04 Leverkusen, der der mit seiner Verpflichtung auf die Verletzungen der Stürmer im U-19-Kader reagierte. Am 16. Februar 2016 erhielt er in Leverkusen seinen ersten Profivertrag und band sich bis Ende Juni 2018 an den Verein.
Ebenfalls aufgrund von Verletzungen und Sperren der etatmäßigen Stürmer stand Džalto am 5. März 2016 (25. Spieltag der Bundesliga-Saison 2015/16) in Augsburg erstmals im Profi-Kader der Leverkusener, kam jedoch nicht zum Einsatz.
Für die Saison 2016/17 wurde Džalto an den Drittligisten SSV Jahn Regensburg ausgeliehen. Am 30. Juli 2016 kam er zu seinem Drittliga- und Pflichtspieldebüt, als er am 1. Spieltag beim 2:0-Sieg der Regensburger gegen Hansa Rostock in der Nachspielzeit für Kolja Pusch eingewechselt wurde.
Ende Juni 2017 löste Džalto sein Arbeitsverhältnis in Leverkusen auf und erhielt in Regensburg einen Einjahresvertrag. Nachdem er jedoch in der Hinrunde 2017/18 nicht wie erhofft zum Einsatz gekommen war, wechselte Dzalto zur Rückrunde 2017/18 in die Regionalliga Südwest und unterzeichnete einen Vertrag über fünf Monate bei der TuS Koblenz. Zu Beginn der Saison 2018/19 wechselte Džalto zum Regionalligisten FC Memmingen, bei dem er einen Einjahresvertrag unterzeichnete. Im Januar 2019 löste er seinen Vertrag bei Memmingen auf.
Daraufhin wechselte er im Februar 2019 zum österreichischen Zweitligisten SK Austria Klagenfurt. Nach der Saison 2018/19 verließ er Klagenfurt. Nach mehreren Monaten ohne Verein wechselte er im März 2020 nach Kroatien zum unterklassigen NK Vukovar ’91.

## Erfolge
- Aufstieg in die 2. Bundesliga mit dem SSV Jahn Regensburg: 2017